# علامت (فیلم ۲۰۱۲)
علامت (به انگلیسی: The Mark) فیلم مسیحی آمریکایی محصول سال ۲۰۱۲ در مورد رستاخیز، به کارگردانی جیمز چانکین می‌باشد.

## بازیگران
- کریگ شفر در نقش چاد ترنر
- گری دنیلز در نقش جوزف پیک
- اریک رابرتس در نقش کوپر
- سونیا کولینگ در نقش دائو، پرواز کننده
- بایرون گیبسون در نقش جانسون

## ادامه سازی
قسمت دوم این فیلم در سال ۲۰۱۳ عرضه شده‌است با عنوان: علامت ۲: رستگاری